# ザイサン・トルゴイ

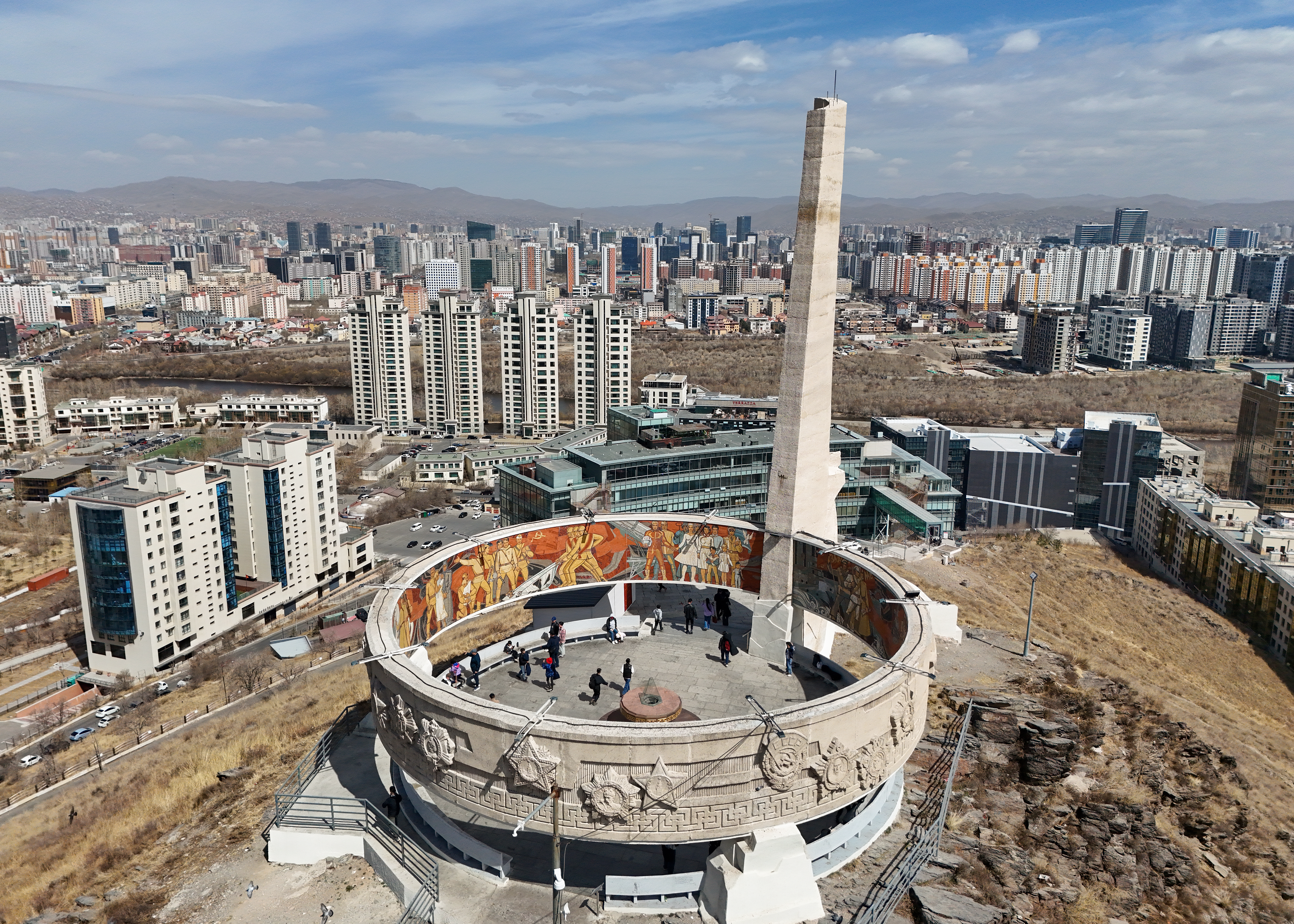
ザイサン・トルゴイ

ザイサン・トルゴイ（Zaisan Tolgoi、モンゴル語: Зайсан толгой）はモンゴルのウランバートルにある戦勝記念碑。1971年建設。
市内南側の小高い丘の頂上に位置し、展望台の中央に「トルガ」と呼ばれる灯火があり、その周囲にモザイク画を施したコンクリート製のモニュメントが円形に設けられている。モザイク画は、モンゴル軍とソビエト連邦軍が協力して大日本帝国軍やナチス・ドイツを破り、平和が訪れた様子が描かれている。